# Комароловки
Комароловки (лат. Polioptila) — род птиц из семейства комароловковых (Polioptilidae).

## Биология
Моногамные птицы. Гнезда комароловок представляют собой аккуратные чашечки, сооружённые из мягких растительных волокон, скрепленных между собой паутиной и покрытых снаружи лишайниками. В кладке обычно 2—5 яиц. Обе родительские птицы принимают участие в сооружении гнезда, насиживании кладки и заботе о потомстве. Инкубация занимает 14—17 дней, а птенцы оперяются и покидают гнездо через 12—14 дней.

## Виды
- Polioptila albiloris Sclater & Salvin 1860 — Белопоясничная комароловка
- Polioptila albiventris Lawrence, 1885
- Polioptila attenboroughi Whittaker, Aleixo, Whitney, Smith, BT & Klicka, 2013
- Polioptila bilineata (Bonaparte, 1850)
- Голубая комароловка Polioptila caerulea (Linnaeus, 1766)
- Polioptila californica Brewster, 1881
- Polioptila clementsi Whitney B.M. & Alonso J.A., 2005
- Масковая комароловка Polioptila dumicola (Vieillot, 1817)
- Polioptila facilis Zimmer, JT, 1942
- Кайеннская комароловка Polioptila guianensis Todd, 1920
- Кремовобрюхая комароловка Polioptila lactea Sharpe, 1885
- Кубинская комароловка Polioptila lembeyei (Gundlach, 1858)
- Polioptila maior Hellmayr, 1900
- Чернохвостая комароловка Polioptila melanura Lawrence, 1857
- Черноголовая комароловка Polioptila nigriceps S.F. Baird, 1864
- Polioptila paraensis Todd, 1937
- Черношапочная комароловка Polioptila plumbea (Gmelin, 1788)
- Серогорлая комароловка Polioptila schistaceigula Hartert, 1898